# 草坪回族乡
草坪回族乡是中华人民共和国广西壮族自治区桂林市雁山区下辖的一个民族乡。截至2019年末，草坪回族乡户籍人口为5611人。

## 行政区划
草坪回族乡下辖以下村级行政区划单位：
草坪街社区、草坪村、潜经村和大田村。